# Euxoa distinguenda
Euxoa distinguenda is een vlinder uit de familie uilen (Noctuidae). De wetenschappelijke naam is voor het eerst geldig gepubliceerd in 1857 door Lederer.
De soort komt voor in Europa.